# حادثة بحيرات بليتفيتش
حادثة بحيرات بليتفيتش (بالكرواتية: Krvavi Uskrs na Plitvicama أو Plitvički krvavi Uskrs وترجمتهما "عيد فصح بليتفيتش الدموي") كان اشتباك مسلح في بداية حرب الاستقلال الكرواتية. تقاتل الشرطة الكرواتية ضد قوات مسلحة من منطقة كرايينا الصربية الكرواتية في بحيرات بليتفيتش في كرواتيا في 31 مارس 1991. القتال تبع سيطرة منطقة كرايينا على حديقة بحيرات بليتفيتش ونتج عنه استعادة السيطرة الكرواتية عليها. الاشتباك نتج عنه قتيل واحد لكل جانب وساهم في تدهور التوتر العرقي.